# José Mota

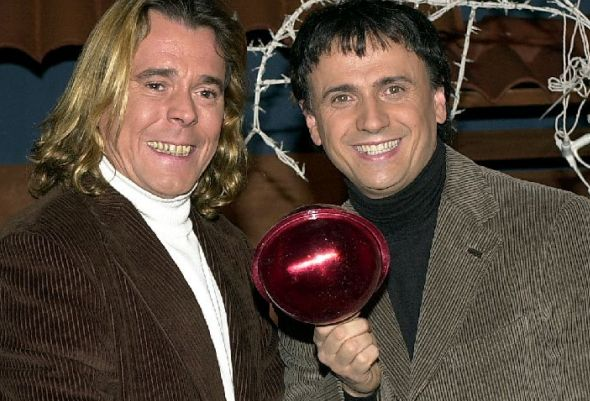
Cruz y Raya: Juan Muñoz (izquierda) y José Mota.

José Sánchez Mota (Montiel, Ciudad Real, 30 de junio de 1965), conocido como José Mota, es un humorista, actor (también de doblaje), imitador, director y guionista español. Se le conoce por haber sido miembro, junto con Juan Muñoz, del dúo humorístico Cruz y Raya entre 1989 y 2007.
Desde 2007 ha desarrollado su carrera en solitario.
Ha sido galardonado con el Premio Ondas al mejor actor de ficción 2015, nominado a mejor actor revelación en la 26.ª edición de los Premios Goya de 2012, y nominado a mejor actor de reparto en la 32.ª edición de 2018, además de a tres TP de Oro como integrante de Cruz y Raya (1990, 2001, 2006).

## Trayectoria

### Cruz y Raya
Conoció a Juan Muñoz en el servicio militar, en 1986, con el que conectó inmediatamente y trabó una gran amistad, que se mantiene hasta hoy. Tras acabar la mili, ambos decidieron instalarse juntos en Madrid, formando el dúo Cruz y Raya, y poco a poco fueron haciendo «bolos» en las salas de fiestas de la capital con el show Cien personajes en busca de humor, adquiriendo una enorme fama entre el público. Tras participar en varios programas radiofónicos, como La bisagra de Javier Sardá, Mota y Muñoz comenzaron a trabajar en la televisión en 1989 dentro del programa Pero ¿esto qué es?, un espacio de variedades que se emitía en La Primera los viernes por la noche, donde parodiaban la dinámica de una emisora de radio que combinaba actualidad o radio fórmula, bajo el lema «Cruz y Raya, la emisora que aunque debe, nunca calla». Más tarde pasarían a trabajar en Telecinco con Tutti Frutti, para volver a TVE cubriendo el hueco dejado por Martes y Trece en la programación de fin de año. En 1993 presentaron en La 1 las campanadas de fin de año en la Puerta del Sol y la posterior gala musical, dando la bienvenida a 1994.

### Separación de Cruz y Raya
Tras casi veinte años de dedicación a Cruz y Raya, tanto José Mota como Juan Muñoz se dan permiso mutuamente para experimentar con otros proyectos por separado y tomar caminos profesionales distintos. En noviembre de 2007 se confirmó la noticia de la separación definitiva de Cruz y Raya. Tras la separación, José continuó con su carrera en solitario en televisión, realizando desde entonces diversos proyectos, que ha dirigido, escrito y protagonizado.

## Carrera en solitario

### La hora de José Mota
La hora de José Mota fue un programa de televisión humorístico presentado y protagonizado por José Mota. Fue emitido en La 1 de Televisión Española y TVE Internacional desde 2009 hasta febrero de 2012. Destacó por ser el primer proyecto en solitario del actor tras la disolución del dúo del que formaba parte. 
En su publicidad el show fue definido como «algo diferente y novedoso, sin plató, a medio camino entre la ficción y los sketches». Además, es «una visión de cómo veo yo el mundo y como éste me ve a mí, con mis virtudes y cualidades, pero también con mis defectos y miserias». Este espectáculo ha sido galardonado con el Premio Ondas 2010 al Mejor Programa de Entretenimiento. Para hacer este programa cuenta con sus colaboradores habituales de Cruz y Raya, tales como Paco Collado, Jaime Ordóñez, o Patricia Rivas e incorpora algunos nuevos, como el presentador y actor Luis La Rodera.
Debido a la gran fama que obtuvo con este programa, José Mota ha sido invitado en dos ocasiones a presentar las Campanadas de fin de año junto a la presentadora Anne Igartiburu en La 1 dando la bienvenida a 2011 y 2012.

### La noche de José Mota
El 17 de mayo de 2012, se hace efectivo su fichaje por la compañía audiovisual Mediaset España. Así, el cómico emprenderá nuevos proyectos de humor para las cadenas del grupo (Telecinco y Cuatro) y proyectos de ficción para la productora cinematográfica Telecinco Cinema. En febrero de 2013 estrena la primera y única temporada de La noche de José Mota con unas audiencias de en torno al 14%. En principio Telecinco iba a rodar una segunda temporada pero la canceló temporalmente en un comunicado de Mediaset.

### José Mota presenta...
En 2015 José Mota volvió a TVE para hacer otro programa de sketches titulado José Mota presenta..., después del triunfo de su especial de Nochevieja Un país de cuento (2014). A finales de junio de 2015 se publica que el humorista manchego realizará una segunda temporada que se emitió desde febrero hasta abril de 2016. 

### El hombre de tu vida
José Mota protagonizó la serie de humor El hombre de tu vida que preparó TVE con la productora DLO, que lidera José Manuel Lorenzo. DLO ha comprado los derechos para España de la comedia argentina del mismo nombre que ha creado y dirigido el cineasta Juan José Campanella. En el país austral fue emitida por la cadena Telefé y, desde allí, exportada a toda América Latina a través de HBO. A pesar de que la serie contaba con grandes actores televisivos, lo cierto es que TVE decidió suspender su emisión completa por bajas audiencias.

### El Acabose
El Acabose es un programa de televisión emitido por La 1 y ubicado en un mundo posapocalíptico en donde «La Nube», lugar donde guardamos todas nuestras fotos y documentos, estalló y se desvelaron los secretos de todo el mundo. Se trataba de un formato de entrevistas con sketches protagonizaos por los invitados o por el propio Mota. Al final, siempre aparecía uno de los personajes típicos del humorista e interactuaba de alguna manera con el invitado. No consiguió muy buenas audiencias. 

### Hoy no, mañana
Fue un programa estrenado en 2019, el primero en donde Mota no participaba, sino que dirigía. Fue presentado por Santiago Segura y fue un programa de sketches donde dejaban espacios para monólogos. En 2021 se emitió otra versión, ¿Y si sí?, presentado por Santiago y con la misma fórmula. 

### Historias de Alcafrán
En 2020 se estrenó esta serie creada por Eduardo Ladrón de Guevara y el propio Mota, basado en una idea de que le presentó a Mediaset España y que esta rechazó que se llamaba El pilón, en donde distintos personajes se reunirían en un pilón y se contarían sus miserias. 
En la serie, los propios personajes, mirando directamente a cámara a través de un fotomatón, nos contarían sus problemas. Los personajes principales serían la alcaldesa, el profesor y el exalcalde corrupto. La historia no terminó de convencer al público y, tras una temporada, no sería renovada.

### José Mota Live Show
A finales de 2022 se anunció que volvía a La 1 con un programa que mezclaba las entrevistas con los sketches y que sería grabado con público, después de estar todo ese año sin emitir ninguno de sus programas. En los primeros meses de 2023 se desveló que iba a ser un programa copresentado por Patricia Conde y que tendría secciones con conocidos colaboradores de Mota y otros nuevos, como Susi Caramelo o el tiktoker Animalize21, además de someter a los invitados a divertidos juegos y retos. En julio de 2023 se hizo la rueda de prensa en donde Mota dijo «queremos que prime la inmediatez y también lo imperfecto de la comedia».
El programa reunió bastante audiencia, superando la media de la cadena y siendo líder siete de las ocho noches que se emitió, haciendo que Televisión española lo renovara para una segunda temporada.

### Otros trabajos
Mota, además, ha trabajado como actor de doblaje en películas de animación como por ejemplo Mulán, Monstruos S.A. y la posterior precuela, Monstruos University o en las cuatro partes de Shrek, en esta última saga, junto a su amigo y viejo compañero Juan Muñoz.
En 2006 adaptó, junto a Santiago Segura, Los productores en España. Desde 2018 esta representando la obra El sentido del humor: dos tontos y yo junto con Flo y Santiago Segura, escrita por ellos mismos. 
En 2021 participó en el cortometraje Plastic Killer en el papel de Romualdo, un policía con síndrome de Tourette, cataplexia y narcolepsia.

## Vida personal
Durante la producción de la vida de José Mota, tras diez años de relación y casados desde el 4 de junio de 2005, José Mota y la actriz Patricia Rivas, con la que tiene una hija, Daniela, nacida en 2007, se separaron en julio de 2010. La causa de la separación fue que para producir el programa tuvo que volcarse demasiado, lo que era incompatible con su relación. Finalmente, a mediados de 2011, José Mota y su mujer, vuelven a darse una oportunidad y se reconcilian. En 2012, Patricia sufre un aborto a los cuatro meses de gestación. En 2013, anuncian un nuevo embarazo y en julio la actriz y el humorista se convierten en padres de un niño, José. En octubre de 2015 se convierten en padres por tercera vez con el nacimiento de su hija Valeria.

## Filmografía

### Como Cruz y Raya
- 1991: Ni se te ocurra (película con Juan Muñoz).
- 1993: Abierto por vacaciones — La 1.
- 1994: Perdiendo el juicio — La 1.
- 1994: Tebelevisión — La 1.
- 1994: Vaya tele — La 1.
- 1995: Estamos de vuelta — La 1.
- 1998: Este no es el programa de los viernes — La 1.
- 1999‑2000: Estamos en directo — La 1.
- 2000‑2004: Cruz y Raya.com — La 1.
- 2004‑2007: Juan y José.show — La 1.

### En solitario
- 2009‑2012: La hora de José Mota  — La 1 (con diversos colaboradores).
- 2013: La noche de José Mota  — Telecinco (con diversos colaboradores).
- 2015‑2018: José Mota presenta...  — La 1 (con diversos colaboradores).
- 2017: El acabose  — La 1 (con diversos colaboradores).
- 2019: Hoy no, mañana  — La 1 (Director).
- 2021: ¿Y si sí?  — La 1 (Director).
- 2023: José Mota Live Show  — La 1 (con Patricia Conde).
- 2025: José Mota No News  — La 1 (con Patricia Conde).

### Series
- 1995: Juntas, pero no revueltas — La 1 (cameo de Cruz y Raya).
- 2004: 7 vidas — Telecinco, como profesor de judo (1 episodio).
- 2007: Manolo y Benito Corporeision — Antena 3, como él mismo (1 episodio).
- 2016: El hombre de tu vida — La 1,[9][4]como Hugo Bermúdez.
- 2017: Club Houdini —(Disney Channel), como director (2 episodios).
- 2020: Historias de Alcafrán — La 1 (director y creador).
- 2024: Atasco — Prime Video, como comercial.

### Cine
Como actor.
- 1990: Ni se te ocurra... (Luis María Delgado), como José.
- 2001: Torrente 2: misión en Marbella (Santiago Segura), como socorrista.
- 2005: Torrente 3: el protector (Santiago Segura), como Josito.
- 2007: Ekipo Ja (Juan Muñoz), como Tomás Rabero.
- 2011: Torrente 4: Lethal Crisis (Crisis Letal) (Santiago Segura), como Blasa.
- 2011: La chispa de la vida (Álex de la Iglesia), como Roberto Gómez.
- 2014: Torrente 5: Operación Eurovegas (Santiago Segura), como vigilante de seguridad del Eurovegas.
- 2017: Abracadabra (Pablo Berger), como Pepe.
- 2018: Sin rodeos (Santiago Segura), cameo como él mismo.
- 2020: La suite nupcial (Carlos Iglesias), como Mario.
- 2020: Padre no hay más que uno 2: La llegada de la suegra (Santiago Segura), cameo como entrenador.
- 2021: García y García (Ana Murugarren), como Javier García.
- 2021: Chavalas (Carol Rodríguez Colás), como Ramón.
- 2021: Plastic Killer (José Pozo), como Romualdo —cortometraje—.
- 2023: De Caperucita a Loba (Marta González de Vega), como Alberto.
- 2023: El hotel de los líos. García y García 2 (Ana Murugarren), como Javier García.
- 2024: Por tus muertos (Sayago Ayuso), como Miguel Palacios.

Como director.
- 2026: Arriba Tutto

### Doblajes
José Mota ha participado en el doblaje de las siguientes películas:
- 1998: Mulan, como Mushu (Eddie Murphy).
- 1999: Goomer como Op/Recepcionista de hotel.
- 2001: Shrek, como Asno (Eddie Murphy), en todas las partes para español de España y fuera de América.
- 2001: 102 dálmatas, como Bocazas (Eric Idle).
- 2001: Monstruos S.A., como Michael «Mike» Wazowski (Billy Crystal), en todas las partes para español de España y fuera de América.
- 2003: Rugrats: Vacaciones Salvajes, como Spike (Bruce Willis).
- 2004: Hermano oso, como el alce Rutt (Rick Moranis).
- 2004: Shrek 2, como Asno (Eddie Murphy).
- 2005: Stuart Little 3, como Stuart Little (Michael J. Fox).
- 2007: Shrek tercero, como Asno (Eddie Murphy).
- 2008: Hellboy 2: el ejército dorado, como Abe Sapien (Doug Jones).
- 2010: Shrek: felices para siempre, como Asno (Eddie Murphy).
- 2011: Zooloco, como Donald, el mono (Adam Sandler).
- 2012: Las aventuras de Tadeo Jones, como Freddy.
- 2013: Monsters University, como Michael «Mike» Wazowski (Billy Crystal).
- 2016: Angry Birds: la película, como Chuck (Josh Gad).
- 2016: Ozzy, como Vito (Josh Keaton).
- 2019: Angry Birds 2: la película, como Chuck (Josh Gad).
- 2019: La gallina Turuleca, como Armando Tramas.
- 2021-¿?: Monstruos a la obra — Disney+, como Michael «Mike» Wazowski (Billy Crystal).

### Teatro
- 1987: 60 personajes en busca de humor.
- 2006: Los productores (adaptación española) como Leo Bloom.
- 2018-¿?: Dos tontos y yo con Florentino Fernández y Santiago Segura.

### Televisión
- 1989-1990: Pero ¿esto qué es? — La 1.
- 1990: Tutti Frutti — Telecinco.
- 2013: Colgados.
- 2020: Mask Singer: Adivina quién canta — Antena 3, como investigador.
- 2024: ¿Quién quiere ser millonario? — La Sexta, como concursante.

### Especiales de Nochevieja
José Mota ha participado y organizado numerosos especiales de fin de año con Cruz y Raya o en solitario.

#### En Cruz y Raya
Galas musicales de fin de año
- 1993: Este año, Cruz y Raya... ¡Seguro! (con Cruz y Raya).

Programas especiales de humor en Nochevieja (con Cruz y Raya)
- 1999: En efecto 2000.
- 2000: 2001, aunque sea en el espacio.
- 2001: La verbena de la peseta.
- 2002: Al 2003... si hay que ir se va.
- 2003: Regreso al 2004. El día del fin del año.
- 2004: Érase una vez... 2004.
- 2005: 2005... Repaso al futuro.
- 2006: 2006... Perdiendo el Juicio: Operación maletín.

#### En solitario
Programas especiales de humor en Nochevieja (con diversos colaboradores):
- 2007: Ciudadano Kien.
- 2008: Es bello vivir.
- 2009: Con el vértigo en los talones.
- 2010: ¡¿Estamos contentos?!
- 2011: Seven: Los siete pecados capitales de provincia.
- 2014: Un país de cuento.
- 2015: Resplandor en la Moncloa.
- 2016: Operación: And the Andarán.
- 2017: Bienvenido Mister Wan-Da.
- 2018: Retratos salvajes.
- 2019: 31-D: Un golpe de gracia.
- 2020: Adiós dos mil vete (Cinema Paraeso).
- 2021: Cuento de Vanidad.
- 2022: Sálvese quien Putin.
- 2023: Un año de miedo.
- 2024: Operación IA IA OH.

### Radio
- 1987: Viva la gente divertida.
- 1988: El Banquillo (con Luis del Olmo).
- 1990: La Bisagra (con Javier Sardà).

### Colaboraciones
- 1992: Hola Rafaella.

### Videoclips
- Café Quijano: No tienes corazón (personaje secundario).
- Huecco y Hanna: Se acabaron las lágrimas (personaje secundario).

## Premios y reconocimientos
- Premio Joan Ramón Mainat 2023 en el FesTVal.